# Arago (cráter)

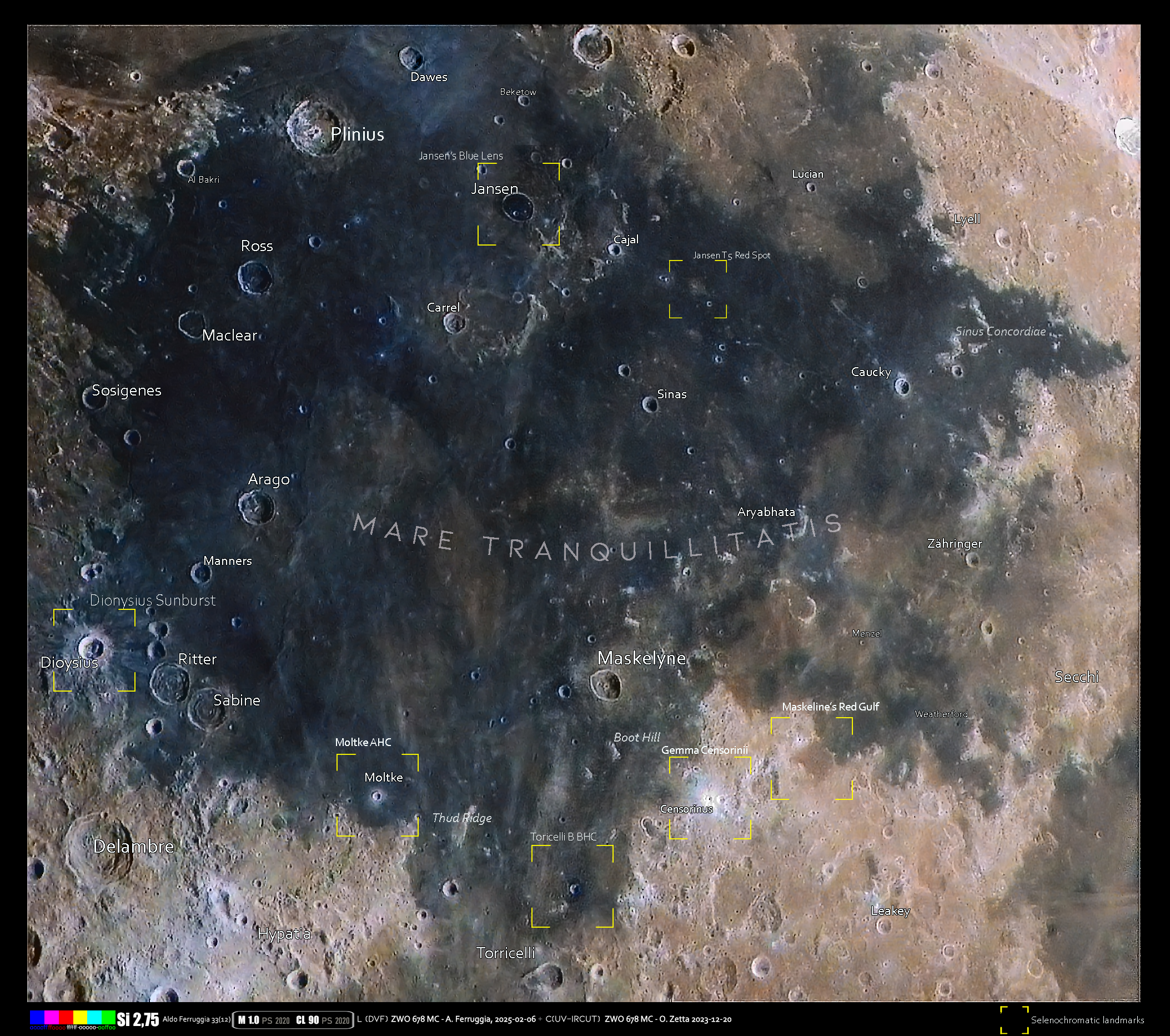
Area del cràter en formato selenocromatico

Arago es un cráter de impacto lunar situado en la parte occidental del Mare Tranquillitatis. Al suroeste se encuentra el cráter Manners, y más allá se hallan Dionysius y el par de cráteres Ritter-Sabine. Al sureste está la gran formación Lamont que ha sido sumergida por el mar.
El borde de Arago tiene una protuberancia en la pared occidental. Hay una cresta central que se extiende hacia la pared norte. La superficie de la mare cercana está marcada por crestas arrugadas, sobre todo al este y sureste. Al norte se encuentra un gran domo designado Arago Alfa (α). Un segundo domo lunar de tamaño parecido se encuentra a la misma distancia hacia el oeste, designado Arago Beta (β).

## Cráteres satélite

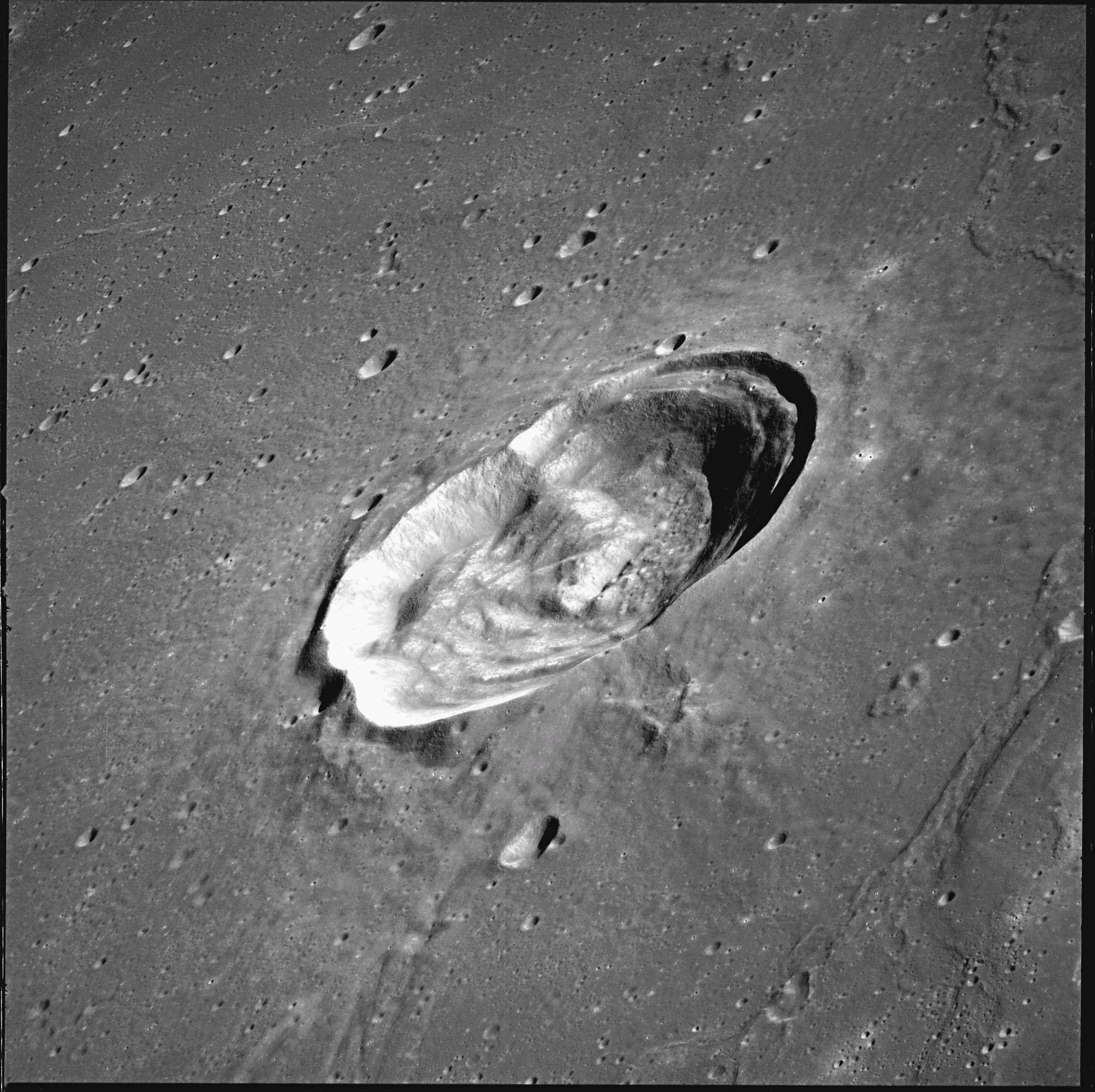
Fotografía de la misión Apolo 10

Por convención estos elementos son identificados en los mapas lunares poniendo la letra en el lado del punto medio del cráter que está más cerca de Arago.
|       | \| Arago[2] \| Coordenadas \| Diámetro \| \| -------- \| ---------------------------- \| -------- \| \| B \| 3°26′N 20°49′E / 3.43, 20.82 \| 6,9 km \| \| C \| 3°53′N 21°29′E / 3.89, 21.48 \| 3,0 km \| \| D \| 6°55′N 22°23′E / 6.91, 22.39 \| 4,0 km \| \| E \| 8°31′N 22°43′E / 8.51, 22.71 \| 6,3 km \| |          |
| Arago | Coordenadas | Diámetro |
| B     | 3°26′N 20°49′E / 3.43, 20.82 | 6,9 km   |
| C     | 3°53′N 21°29′E / 3.89, 21.48 | 3,0 km   |
| D     | 6°55′N 22°23′E / 6.91, 22.39 | 4,0 km   |
| E     | 8°31′N 22°43′E / 8.51, 22.71 | 6,3 km   |

## Referencias

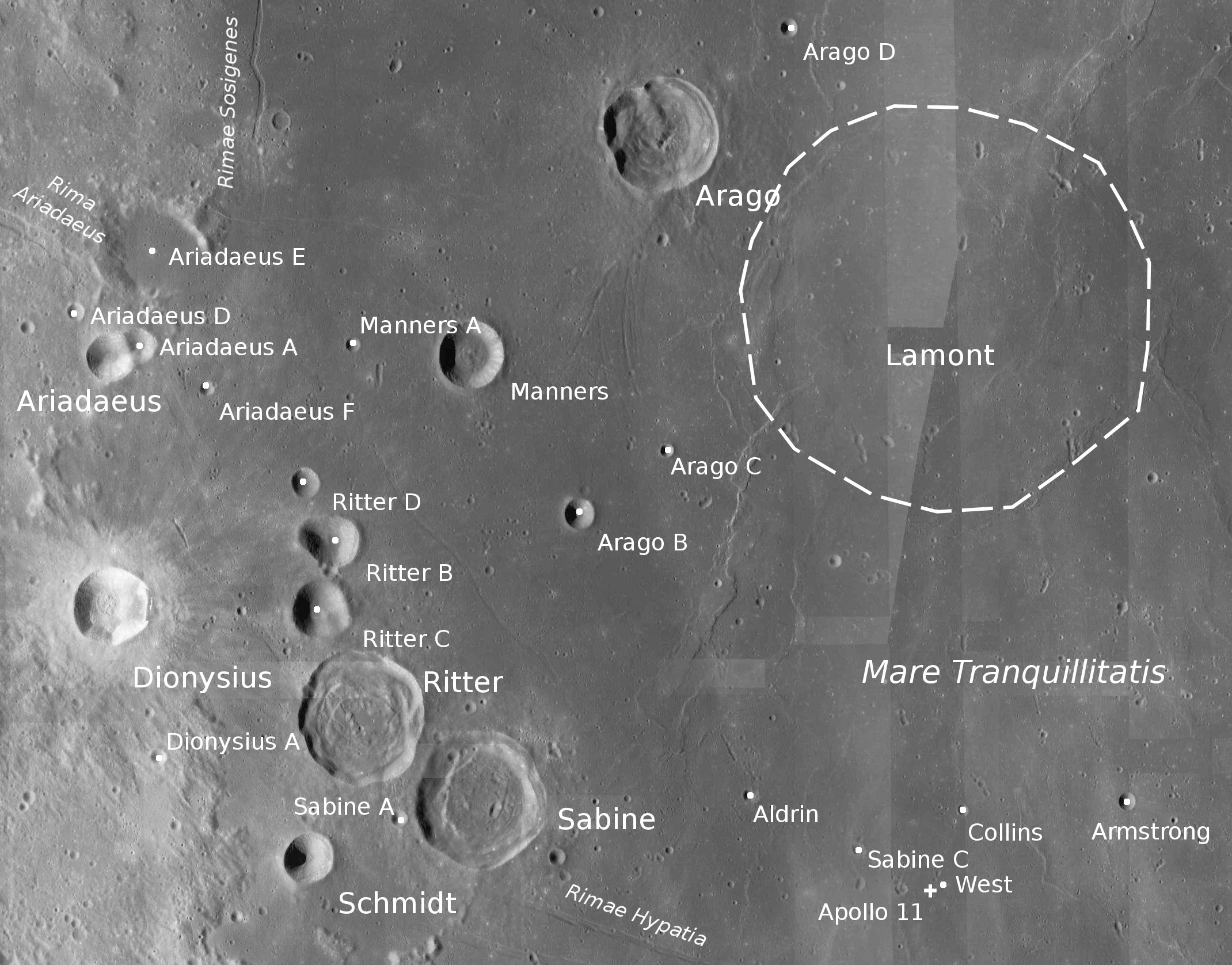
Fotografía de la misión Lunar Reconnaissance Orbiter